# Jaya the Cat

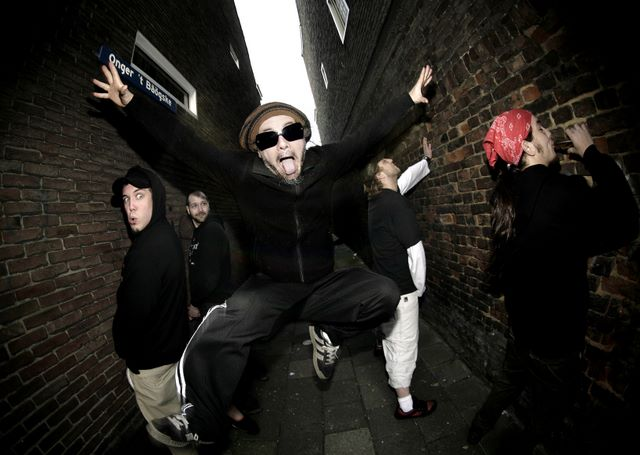
Jaya the Cat anno 2007, met v.l.n.r. Steven, David, Geoff, Jan-Jaap, Jordi

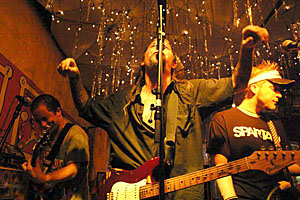
Jaya the Cat in Ernesto's

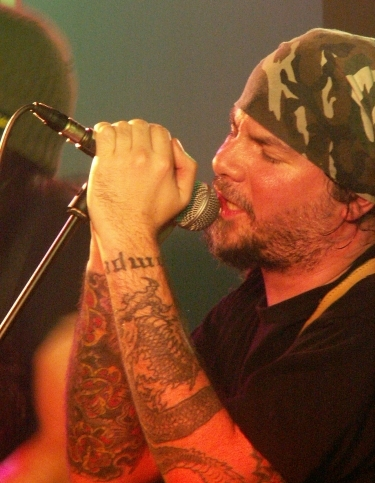
Geoff

Jaya the Cat is een half-Amerikaanse, half-Nederlandse reggae-, ska-, punkband oorspronkelijk afkomstig uit Boston, Massachusetts, Verenigde Staten.
De band kwam in 2002 naar Nederland om te spelen op het Lowlands festival. In het najaar toerden ze door heel het land en vergaarden ze meer bekendheid in Nederland. In 2003 namen ze een in 2004 uitgekomen live-album op in het eetcafé Ernesto's Cantina (Sittard), waar onder meer ook The Slackers hun Live at Ernesto's opnamen. Hun nieuwe album wordt op 3 augustus 2012 uitgebracht door [Bomber Music]: "The New International Sound Of Hedonism."
Eind 2003 stapten gitarist Dave Smith en bassist Ben Murphy uit de band waarna de twee resterende bandleden Boston achter zich lieten en naar Amsterdam verhuisden. De band bestaat sindsdien uit drummer David "The Germ" Germain (ex-Shadows Fall) en zanger-gitarist Geoff Lagadec. Jaya the Cat anno 2012 wordt gecompleteerd door bassist Jan Jaap "Jay" Onverwagt [ex-Green Lizard], gitarist Dino Memic  en live-toetsenist Johan "Leon" van 't Zand [ex-Mark Foggo and the Skasters, Dutch Ska Express].

## Bezetting
- Geoff Lagadec - zang en gitaar
- Karl Smith - gitaar
- Joep Muijres - live keyboards
- Jan Jaap "Jay" Onverwagt - bas
- David "The Germ" Germain - drums

Gastmuzikanten:
- Brian - keys / gitaar
- Alejandro - gitaar
- Steven - bas
- Russ - bas

## Discografie
- "A Good Day for the Damned" (cd/lp,Bomber Music 2017)
- "The New International Sound Of Hedonism" (cd, Bomber Music 2012)
- "First Beer Of A New Day" (lp, I Hate People Records 2011)
- "More Late Night Transmissions With... " (cd, I Scream 2007)
- "Closing Time" (cd-single, I Scream 2007)
- "Ernesto’s Burning" (cd/lp, Music Machine 2004)
- "First Beer Of A New Day" (cd, 4Tune 2003)
- "Basement Style" (cd, Gold Circle 2001)
- "O'Farrell" (cd, 1999)